# Посопове
Посопове (біл. вёска Пасопаўае) — село в складі Мядельського району Мінської області, Білорусь. Село підпорядковане Слобідзькій сільській раді, розташоване в північній частині області.